# Cymbopetalum costaricense
Cymbopetalum costaricense (Donn.Sm.) R.E.Fr. – gatunek rośliny z rodziny flaszowcowatych (Annonaceae Juss.). Występuje naturalnie w Nikaragui, Kostaryce oraz Panamie.

## Morfologia
PokrójZimozielone drzewo lub krzew dorastające do 7 m wysokości.
LiścieMają kształt od eliptycznego do podłużnie eliptycznego. Mierzą 6,5–21,5 cm długości oraz 3–8,5 cm szerokości. Nasada liścia jest klinowa lub rozwarta. Wierzchołek jest ogoniasty lub spiczasty.
KwiatyZebrane w pęczki. Rozwijają się na szczytach pędów. Działki kielicha są nagie i dorastają do 4–6 mm długości. Płatki zewnętrzne są nagie i osiągają do 17–19 mm długości, natomiast wewnętrzne mają odwrotnie owalny kształt i mierzą 25 mm długości. Kwiaty mają 8–10 słupków.
OwocePojedyncze. Mają cylindryczny kształt. Osiągają 5–7 cm długości i 3–4 cm szerokości.

## Biologia i ekologia
Rośnie w wilgotnych wiecznie zielonych lasach.